# Синъйчжу
Синъйчжу и Синъйджу (правопис по системата на Маккюн-Райшауер Sinŭiju) е град в Северна Корея на границата с Китай, е административен център на провинция Северен Пхьонан. Част от града е включена в създадения през 2002 година Специален административен регион Синъйчжу, където през 2002 година правителството започва 50-годишен експеримент за специална икономическа зона с функционираща пазарна икономика.

## Разположение и климат
Синъйчжу е разположен на южния бряг на река Ялуцзян, по чието протежение минава границата с Китайската народна република. Средната годишна температура е едва 9 градуса по Целзий.

## История
Градът се разраства значително по време на японската окупация между 1910 и 1945, превръщайки се във важен център на транспорта по река Ялуцзян. И до днес е запазил важността си като речно пристанище. По време на Корейската война е бил почти изцяло сринат, подобно на всички останали севернокорейски градове, но след края ѝ е възстановен изключително бързо.

## Транспорт
В Синъйчжу има летище с 1,2-км писта, което прави възможно свързването му по въздух с Пхенян. Съществуват и железопътни и асфалтови пътища, свързващи града с главните транспортни артерии в страната. Градът е свързан с китайския град Андун посредством Моста на корейско-китайската дружба, дълъг 944 метра.

## Индустрия
Предприятията са предимно от леката промишленост – текстилна фабрика, хартиена фабрика и дървопреработвателна фабрика, както и железарски завод и ТЕЦ. Почти цялата търговия с Китай се осъществява в Синъйчжу. Оттук се внасят и частите, необходими за високотехнологични производства.

## Други
Образователните институции в града са няколко – гимназия, икономическо училище, университет по лека индустрия и висше педагогическо училище. В града има и виенско колело, но то никога не работи заради недостиг на електричество. Китайските туристи от другата страна наемат лодки, за да видят по-отблизо града.